# Liste der Kulturdenkmäler in Ruppach-Goldhausen
In der Liste der Kulturdenkmäler in Ruppach-Goldhausen sind alle Kulturdenkmäler der rheinland-pfälzischen Ortsgemeinde Ruppach-Goldhausen aufgeführt. Grundlage ist die Denkmalliste des Landes Rheinland-Pfalz (Stand: 21. Dezember 2021).

## Einzeldenkmäler
| Bezeichnung        | Lage                                   | Baujahr                   | Beschreibung | Bild                           |
| ------------------ | -------------------------------------- | ------------------------- | --- | ------------------------------ |
| Katholische Kirche | Goldhausen, Hauptstraße Lage           | Ende des 19. Jahrhunderts | Bruchsteinsaal, Ende des 19. Jahrhunderts; Gesamtanlage mit ehemaligem Pfarrhaus (Hauptstraße 82), Bruchsteinbau, bezeichnet 1896 | weitere Bilder Fotos hochladen |
| Wohnhaus           | Goldhausen, Mühlenweg 3 Lage           | 18. Jahrhundert           | Fachwerkhaus, teilweise verputzt, 18. Jahrhundert                                                                                 | Fotos hochladen                |
| Goldhäuser Mühle   | Goldhausen, südwestlich des Ortes Lage | 1721                      | Mühlenanwesen; Fachwerkbau, teilweise massiv, bezeichnet 1721 und 1780, mit Mühlentechnik                                         | Fotos hochladen                |
| Wohnhaus           | Ruppach, Steineckstraße 3 Lage         | 18. Jahrhundert           | Fachwerkhaus mit Niederlass, teilweise massiv, 18. Jahrhundert                                                                    | Fotos hochladen                |